# Forretningsmodellering
Forretningsmodellering er det at lave en model af en forretning. Dette gøres normalt af en af to grunde:
- Skabe et overblik over forretningen, som kan bruges til at forbedre forretningens funktion. Fx ved forretningsproces-reengineering.
- Beskrive forretningsprocesser og forretningsentiteter, til brug for understøttelse med informationssystemer.

En forretningsmodel er en model for virksomhedens beskrivelse af de finansielle, sociale og eller andre former for værdier og aktiver. Ordet forretningsmodel bliver brugt bredt om en samling formelle og uformelle beskrivelser om virksomhedens evne til at drive forretning. En forretningsmodel indeholder Formål, værdier, strategi, infrastruktur, organisationens opbygning, handelsbetingelser og operationelle processer og politikker.
En forretningsmodel er en metode til at beskrive en virksomheds eksistensberettigelse til brug for vurdering af strategiske beslutninger.
Forretningsmodellering kan inddeles i Forretningsprocesmodellering og Forretningsentitetsmodellering.